# Comuna Glavinița, Silistra
Glavinița este o comună în regiunea Silistra, Bulgaria. Cuprinde un număr de 23 localități.  Reședința sa este orașul Glavinița.

## Demografie
Componența etnică a comunei Glavinița
     Turci (61,3%)
     Romi (1,96%)
     Bulgari (26,34%)
     Nicio identificare (10,3%)
     Altele (0,07%)
La recensământul din 2011, populația comunei Glavinița era de 10.930 locuitori. Din punct de vedere etnic, majoritatea locuitorilor (61,3%) erau turci, existând și minorități de bulgari (26,34%) și romi (1,96%). Pentru 10,3% din locuitori nu este cunoscută apartenența etnică.